# Nova et Vetera
 (février 2023).
Nova et Vetera est une revue trimestrielle théologique et culturelle catholique suisse fondée en 1926.

## Historique
La revue est liée à l'ordre des Prêcheurs, les Dominicains, et au thomisme.

## Personnalités
- Georges Cottier
- Charles Morerod[2]

## Participants
Liste des participants :
- Jacques Maritain
- Raïssa Maritain
- Georges Haldas
- François Charrière
- Théodore Strawinsky
- André Feuillet
- Ernest-Bernard Allo
- Réginald Garrigou-Lagrange
- Alexandre Cingria
- Maurice Zundel
- Gino Severini
- Stanislas Fumet
- Paul Claudel
- Paul Zumthor